# اتوبوس‌ها و کامیون‌های فولکس‌واگن
شرکت اتوبوس‌ها و کامیون‌های فولکس‌واگن، (به پرتغالی برزیل: Volkswagen Caminhões e Ônibus) یک تولیدکننده خودروهای تجاری برزیلی است که در ریسندی، برزیل مستقر است و یکی از شرکت‌های تابعه تراتون می‌باشد. این شرکت اتوبوس‌ها و کامیون‌های سنگین را تحت برند فولکس‌واگن تولید می‌کند.
این شرکت در اصل جزئی از وسایل نقلیه تجاری فولکس‌واگن از بخش‌های گروه فولکس واگن بود. در ۱ ژانویه ۲۰۰۹، به ام‌آان فروخته شد و ام‌آان بخش آمریکای لاتین خود را تشکیل داد. در اوت ۲۰۲۱، ام‌آان با تراتون ادغام شد و دومی مالک و شرکت مادر Volkswagen Caminhões e Ônibus شد.

## نگارخانه

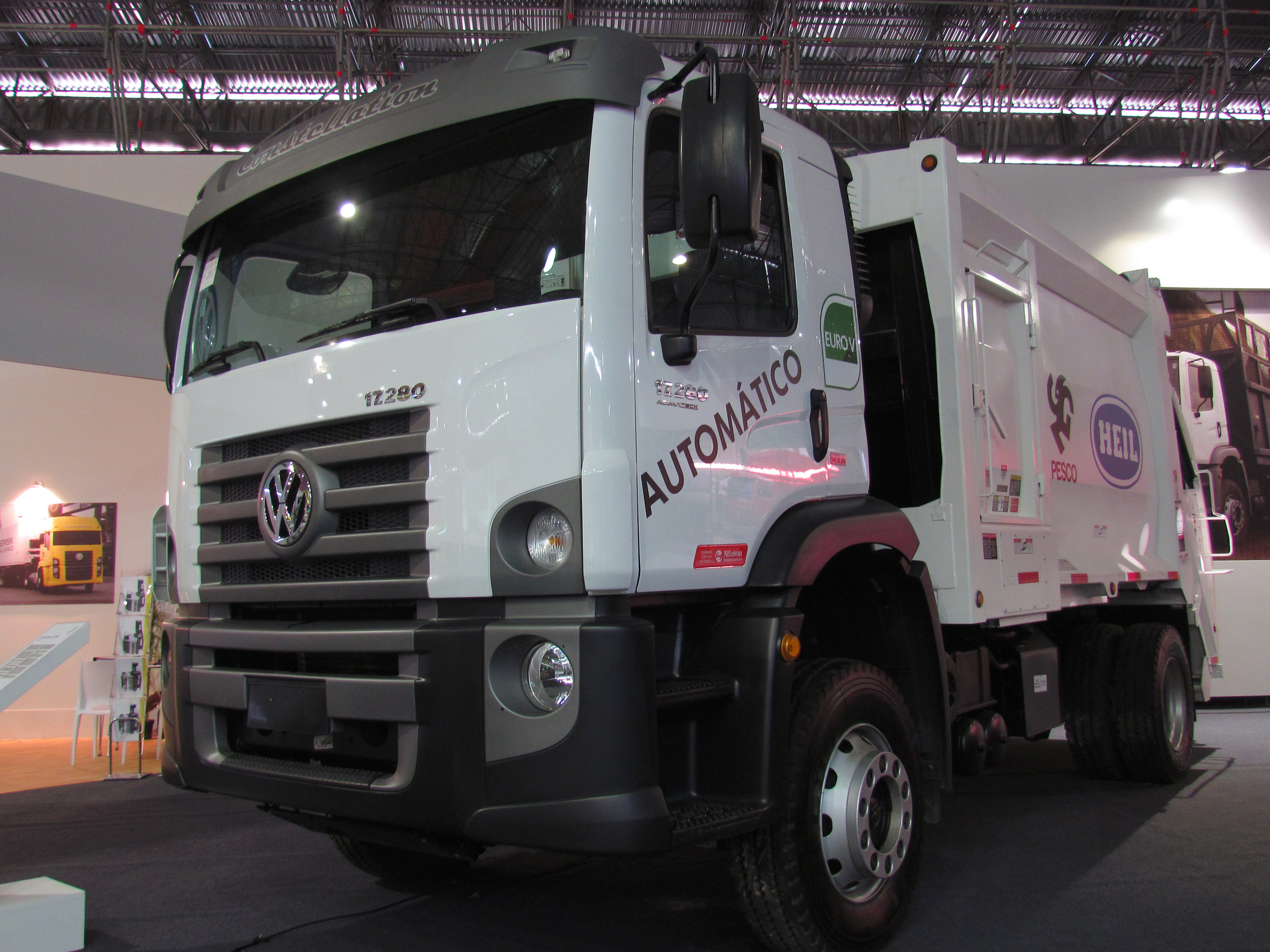
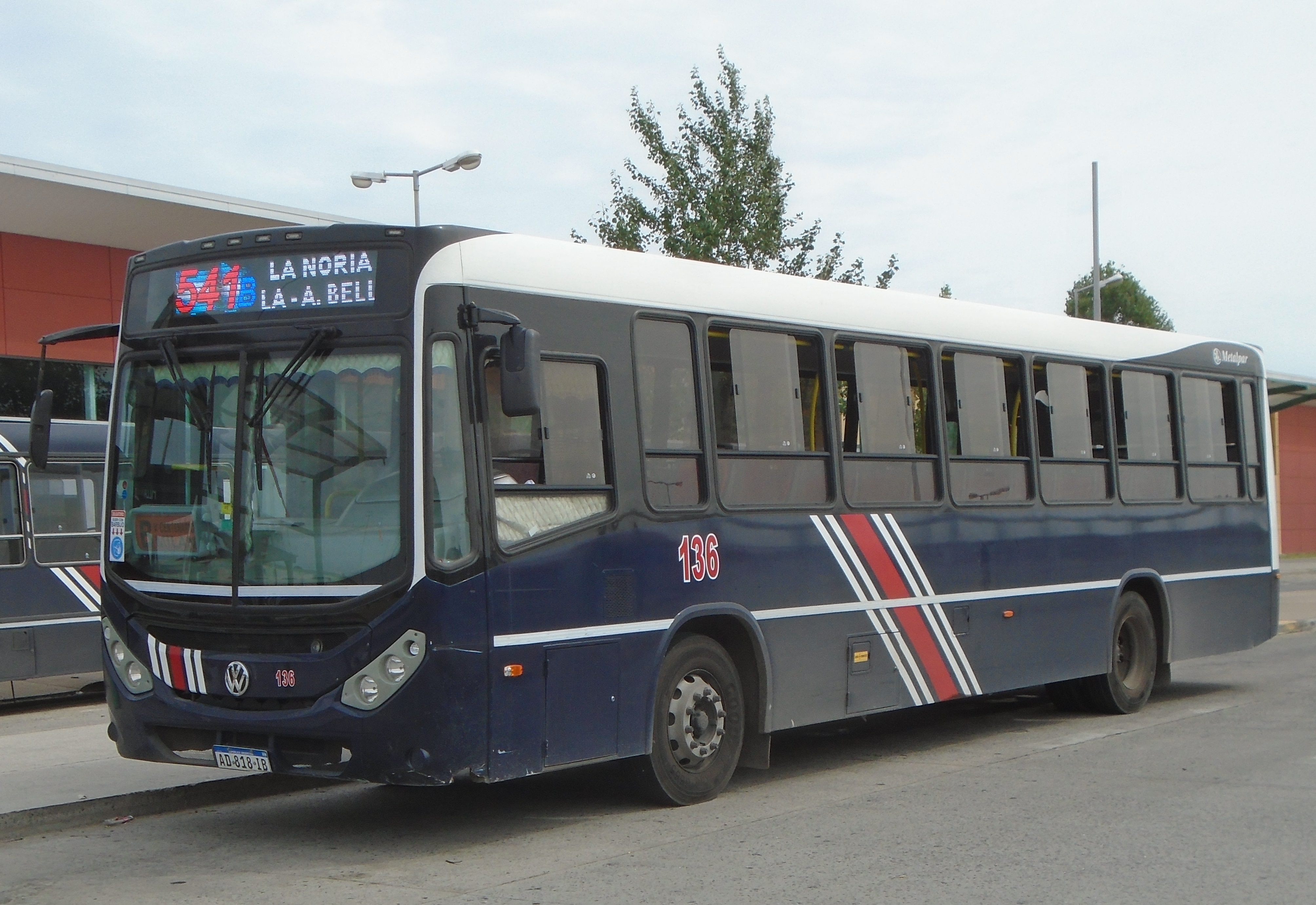
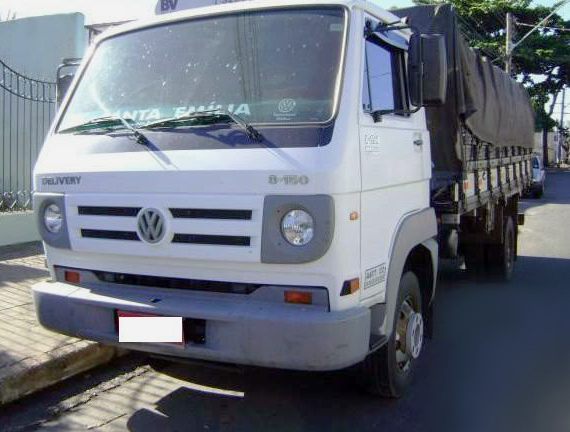
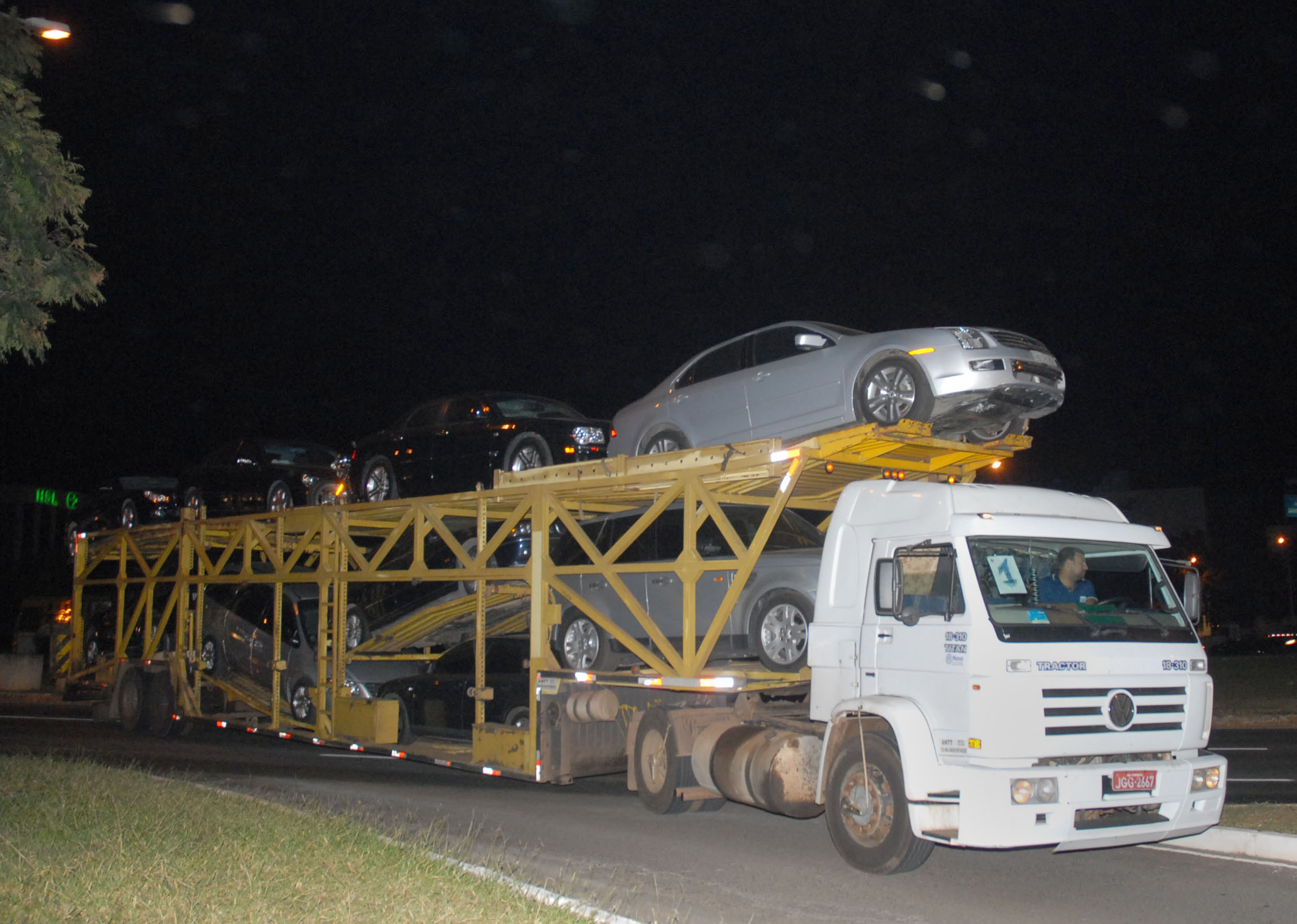
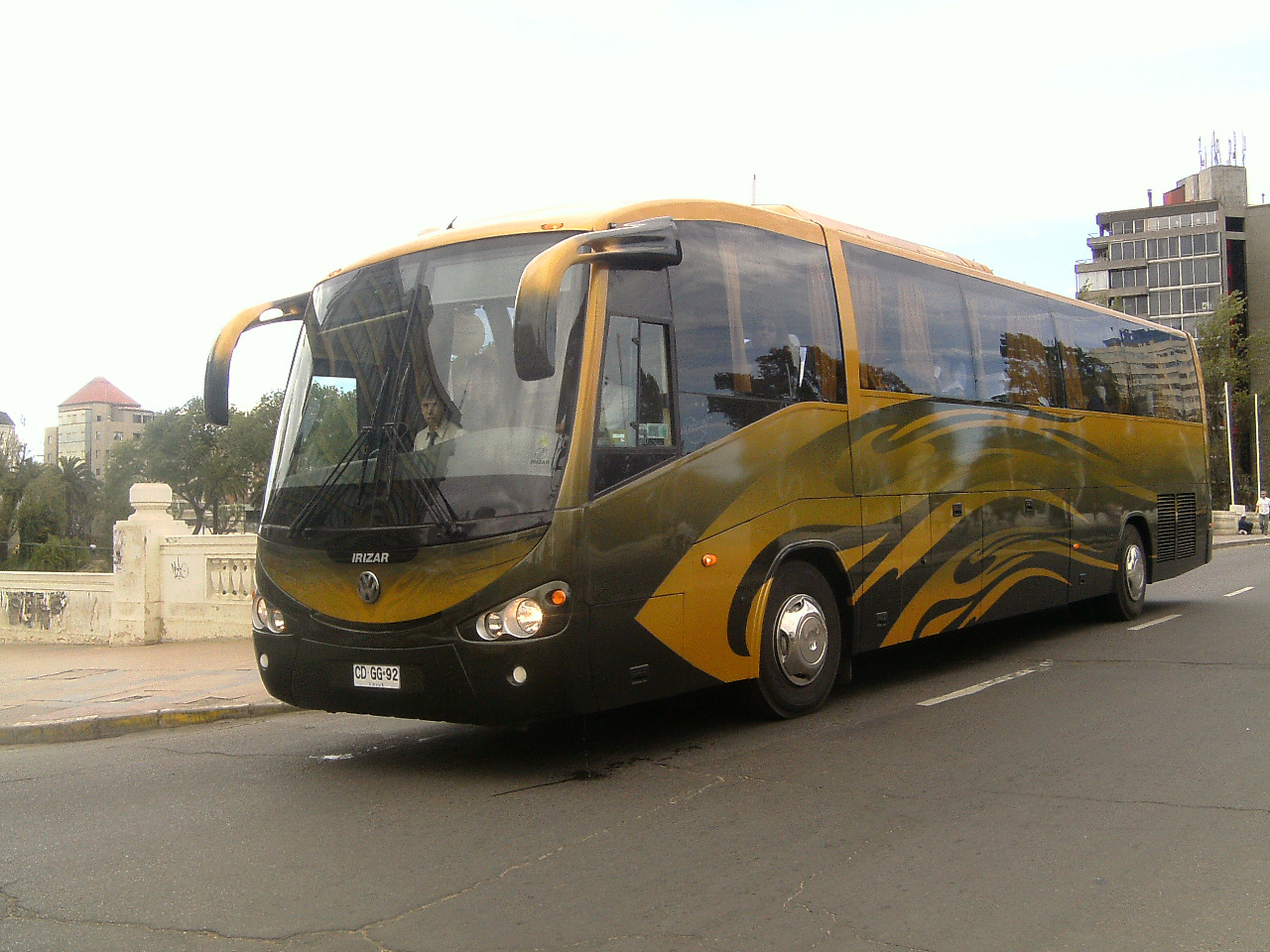
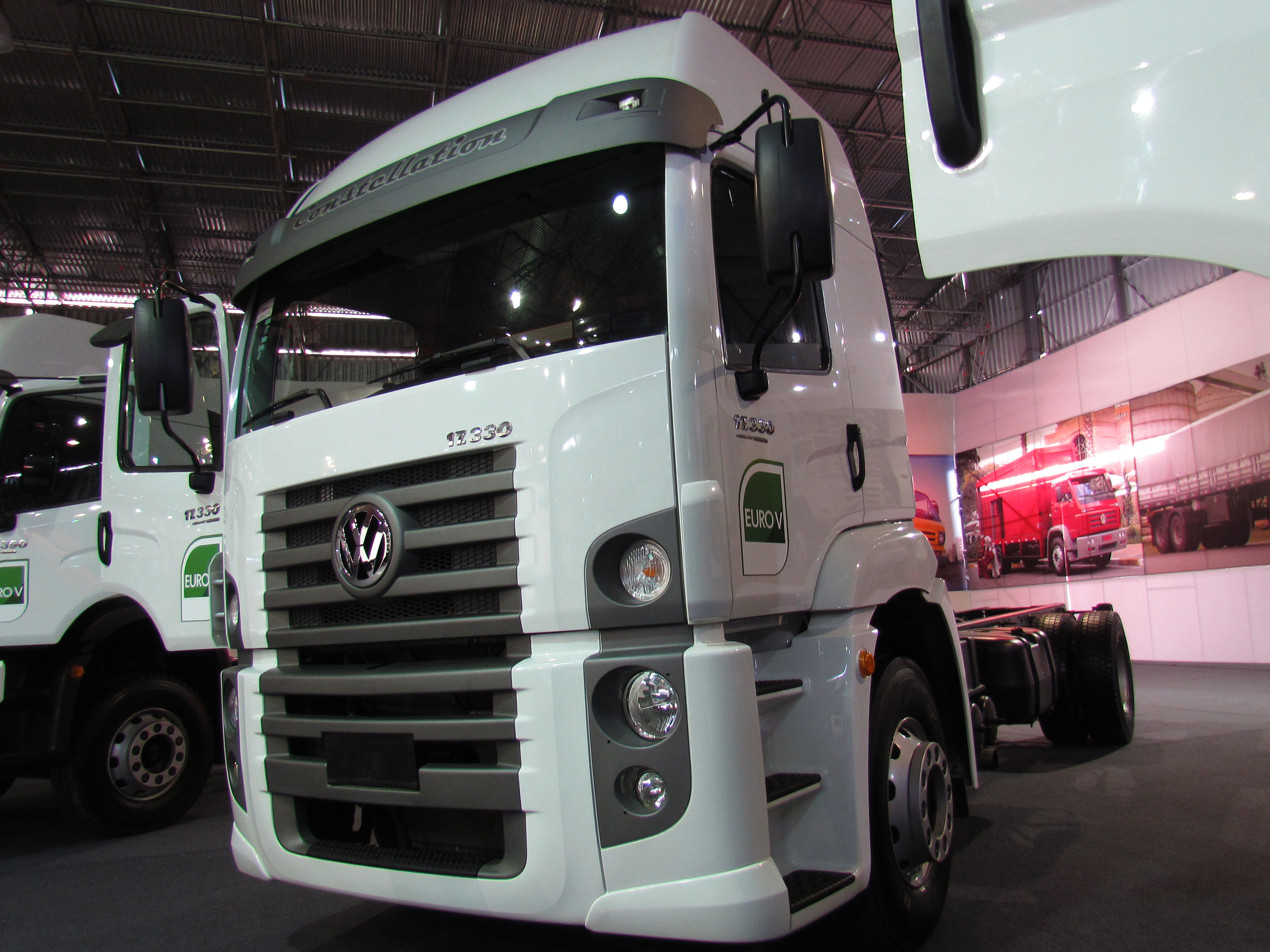

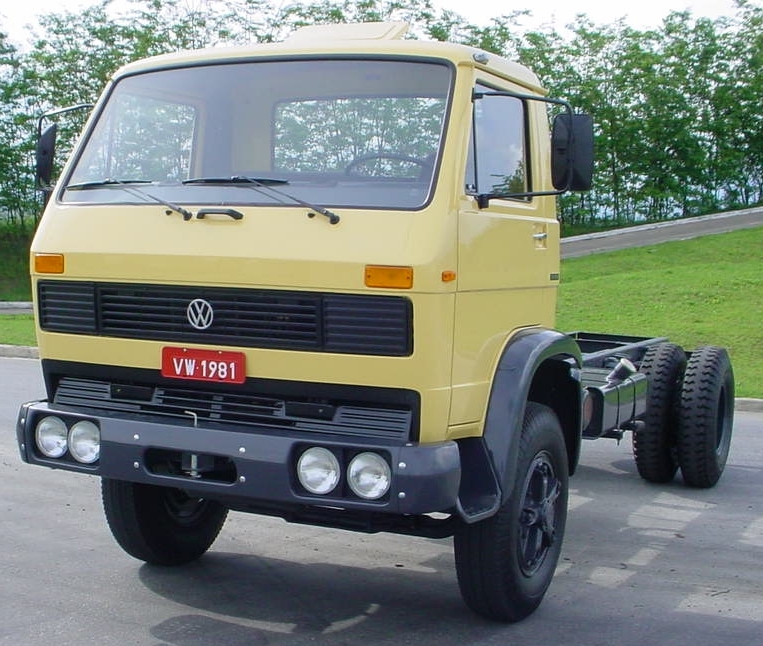
نخستین کامیون فولکس‌واگن - 1981 13.130